# 趙正書
『趙正書』（ちょうせいしょ）は、北京大学蔵西漢竹書中の文献のひとつ。内容は、始皇帝が病となってから、胡亥が亡くなるまで間の説話である。後述の通り、始皇帝と胡亥を「秦王」としていることなど、『史記』と食い違う点がいくつも見られる。

## 内容
昔、秦王趙正は天下を巡遊していたが、帰り道の白人で病気となった。病は重く、趙正は自らの死を予感して嘆いた。昼夜兼行で白泉に急ぐよう命じたが、病状が悪化し、進めなくなってしまった。そのため李斯を召して跡継ぎについて議論させようとしたが、李斯は趙正に疑われたのだと思ってしまった。趙正は重ねて李斯に後継者について議論するようにいい、李斯と馮去疾は胡亥を推薦し、趙正は裁可した。
趙正が死んで胡亥が立つと、扶蘇・蒙恬を殺して趙高を郎中令とし、宗族を殺して祭壇を壊し、律令と蔵を焼き、巡遊に出ようとした。子嬰はそれを諌めたが、秦王胡亥はそれを聞かずに実行に移し、夫胥と蒙恬を殺し、趙高を郎中令とし、天下に巡遊した。
3年後、胡亥は李斯を殺そうとし、李斯は趙正の言ったことを思い出した。李斯は胡亥に上書して自らの功績を「罪」として数え上げて再考を促した。しかし、胡亥はそれを聞かず殺そうとしたたため、李斯はなおも胡亥に訴えかけた。子嬰も諌めたが、胡亥はとうとう李斯を殺し、趙高を宰相とした。その年のうちに趙高が胡亥を弑し、章邯が趙高を誅殺した。
「胡亥が諌言を聞かなかったために、即位して4年で殺され、国も滅びたのだ」

## 登場人物
基本的に『趙正書』の内容による。『史記』の記述や実際の事績に関しては当該人物の記事参照。

### 秦
趙正（『史記』の始皇帝）
秦王。巡遊中に白人で病となり、白泉に急いだが、重篤な容態となってしまった。李斯に跡継ぎについて議論するように命じ、胡亥が推薦されたのを裁可し、没した。
胡亥
趙正の子。李斯らの推薦により、趙正の後を継いで秦王となった。子嬰が諌めるのを聞かずに扶蘇・蒙恬の殺害などを断行し、のち李斯も殺した。しかし、重用した趙高に殺され、秦も滅んだ。
子嬰
秦の王族であるが、系譜上の親族関係は触れられていない。秦王・胡亥を何度も諌め、人心の離反や禍を招くことを力説したが、聞き入れられなかった。
扶蘇
趙正の子で胡亥の兄。胡亥が即位すると蒙恬とともに殺された。
李斯
丞相。趙正の命令により跡継ぎを議論し、胡亥を推薦した。胡亥が即位して3年後に胡亥に殺されそうになり、胡亥に再考を訴えかけたが、結局殺された。
馮去疾
御史大夫。李斯とともに胡亥を跡継ぎに推薦した。
蒙恬
中尉。胡亥の命で扶蘇とともに殺された。
趙高
隷臣だったが、胡亥により郎中令とされた。李斯が殺されると代わって丞相・御史大夫の職務を行った。同年に胡亥を殺したが、章邯に殺された。
章邯
将軍。趙高が胡亥を殺すと、国を制圧して趙高を殺した。

### 戦国諸国
いずれも子嬰の諌言のなかで挙げられる。
趙王遷
李牧を殺して顔聚を用い、亡国を招いた。
李牧
趙の良将。趙王に殺された。
顔聚
趙の将。殺された李牧に代わって用いられた。
燕王喜
荊軻の謀略を用いて秦との約束に背き、亡国を招いた。
荊軻
燕王に謀略を提案した。
斉王建
后勝の提議を採用して前代からの忠臣を殺し、亡国を招いた。
后勝
斉王に提案して忠臣を殺させた。

## 『史記』との異同

### 相違点

#### 始皇帝の名
『史記』秦始皇本紀には「名を政と為し、趙氏を姓とす。」と見え、楚世家にも「十六年、秦の荘襄王卒し、秦王趙政立つ。」とある。
しかし『趙正書』は表題にもある通り、趙正を名としている。「正」は「政」に通ずるため、趙正が始皇帝のことであることがわかる。

#### 秦皇帝の称号
『史記』秦始皇本紀をはじめ、一般的には秦王趙政は統一後、皇帝に即位して始皇帝と号し、胡亥もそれを継ぎ二世皇帝となったとされる。
『趙正書』では「秦王趙正」「秦王胡亥」と、統一後も引き続き秦王であったとし、皇帝として認めていない。

#### 馮去疾について
『史記』秦始皇本紀では、巡幸には左丞相の李斯が従い、右丞相の馮去疾は咸陽で留守したとされている。
『趙正書』では、丞相の李斯と御史大夫の馮去疾が、ともに巡幸に従ったとされる。

#### 始皇帝の死没
『史記』秦始皇本紀では、始皇帝は平原津（現：山東省徳州市平原県）で発病し、沙丘平台（現：河北省邢台市広宗県大平台村）で崩御したとされている。
『趙正書』では、白人で発病したとされている。死没地は明記されていないが、白泉の置に向かうよう命じているため、白人と白泉の間で没したと考えられる。
白人は柏人（現：河北省邢台市隆堯県）に比定されており、白泉については、北京大学出土文献研究所の訳注では「柏人から遠くないと考えるべきだ」とされる一方で、陳剣は離宮があった甘泉（現：陝西省咸陽市淳化県）ではないかと指摘している。
一方で、白人と白泉は実在の地名というよりも、象徴的な意味が込められていると考える向きもある。王子今は、劉邦が柏人の地名を「人に迫る」という不吉な意味と捉えていること、緯書の『礼稽命徴』に「白泉の水を飲めば長寿を得られる」という記述があることとの関連性を指摘している。工藤卓司は、ともに「白」の字が用いられていることに着目し、『史記』高祖本紀などに見える、秦＝白、漢＝赤というイメージが影響した可能性を指摘している。

#### 胡亥即位の経緯
『史記』秦始皇本紀では、始皇帝の遺詔では扶蘇に葬儀を主宰させるよう記されていたが、李斯と趙高がそれを改竄し、胡亥を即位させたとしている。
『趙正書』では、趙正は李斯に命じて群臣に後継を議論させ、その推薦に基づいて胡亥を後継とすることを裁可している。

#### 李斯、胡亥、趙高の死
『史記』では、李斯は趙高の讒言で殺され、胡亥は自殺し、趙高は子嬰によって殺されたことになっている。
『趙正書』では李斯は胡亥の意により殺され、胡亥は趙高、趙高は章邯に殺されている。

### 共通点

#### 子嬰の諌言
『趙正書』での子嬰の最初の諌言は、『史記』蒙恬列伝に同様のものが見える。『趙正書』で諌言の冒頭にある「芥茝は未だ根づかずして生凋の時は同じく、天地は相い去ること遠くして陰陽の気は合う。」という諺は蒙恬列伝には見えないが、3人の君主の故事を挙げる部分以下はほぼ同一である。

#### 李斯の上書
李斯が自らの功績を7つの「罪」として列挙した上書は、『史記』李斯列伝にほぼ同様のものが見える。李斯列伝によれば、李斯は獄中から上を奉ろうとしたが、趙高の部下によって捨てられている。

### 釈読
- 北京大学出土文献研究所『北京大学蔵西漢竹書』上海古籍出版社、2015年。
- 早稲田大学簡帛研究会「北京大学蔵西漢竹書『趙正書』訳注」『史滴』第40巻、早稲田大学東洋史懇話会、2018年、71-106頁、ISSN 0285-4643、NAID 40021837355。

### 概説
- 中国出土資料学会『地下からの贈り物 : 新出土資料が語るいにしえの中国』東方書店〈東方選書〉、2014年6月1日。ISBN 9784497214119。
- 鶴間, 和幸『人間・始皇帝』岩波書店、2015年9月18日。ISBN 9784004315636。

### 論考
- 藤田, 忠「北京大学蔵西漢竹書『趙正書』について」『国士舘人文学』第44巻、国士舘大学文学部人文学会、2012年、109-123頁、ISSN 2187-6525、NAID 120005957627。
- 陳, 侃理「《史記》與《趙正書》 : 歷史記憶的戰爭」『中国史学』第26巻、朋友書店、2012年、25-37頁、ISSN 0917-6578、NAID 40021260654。
- 工藤, 卓司「北京大学蔵西漢竹書『趙正書』における「秦」叙述」『中国研究集刊』第63巻、大阪大学中国学会、2017年、188-212頁、ISSN 0916-2232、NAID 120006498351。